# Basilique Saint-Stanislas de Lublin
 (avril 2025).
Si vous disposez d'ouvrages ou d'articles de référence ou si vous connaissez des sites web de qualité traitant du thème abordé ici, merci de compléter l'article en donnant les références utiles à sa vérifiabilité et en les liant à la section « Notes et références ».
La basilique Saint-Stanislas de Lublin, aussi appelée église des Dominicains, est l'une des églises les plus anciennes de Lublin, en Pologne.

## Galerie

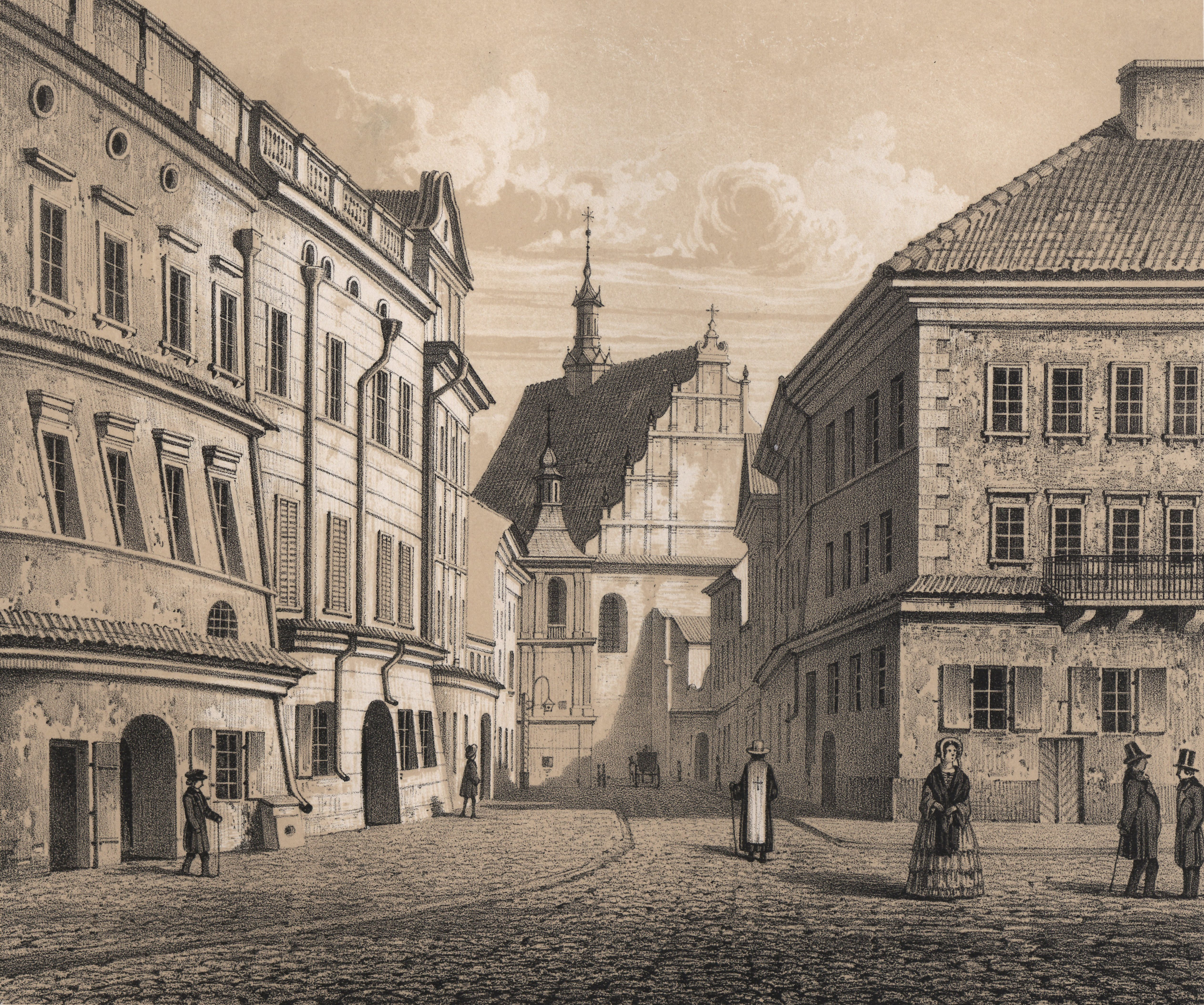
La basilique sur une lithographie d'Adam Lerue (v. 1858).
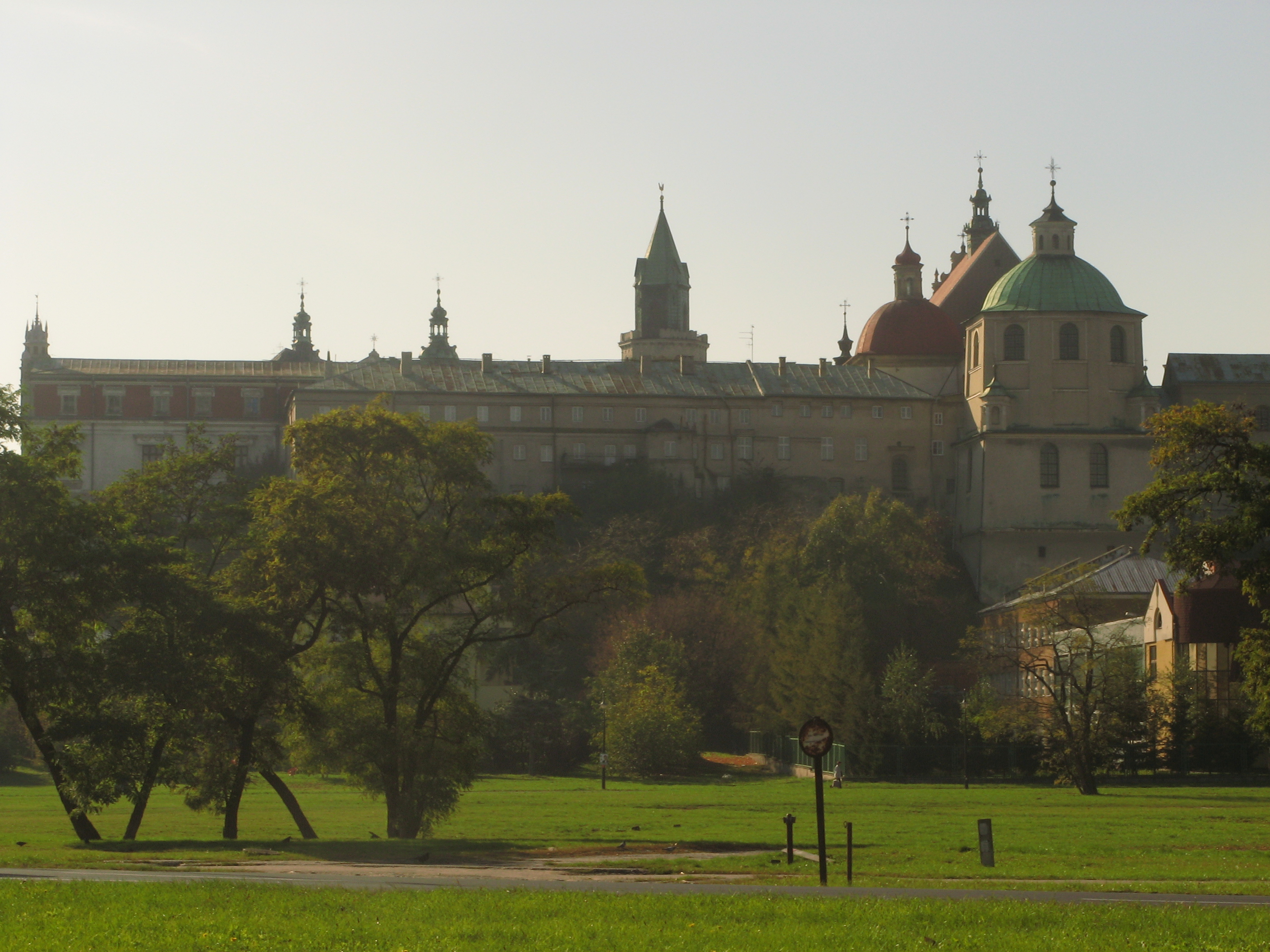
Les bâtiments du monastère avec l'église dominicaine, et au fond la tour trinitaire.
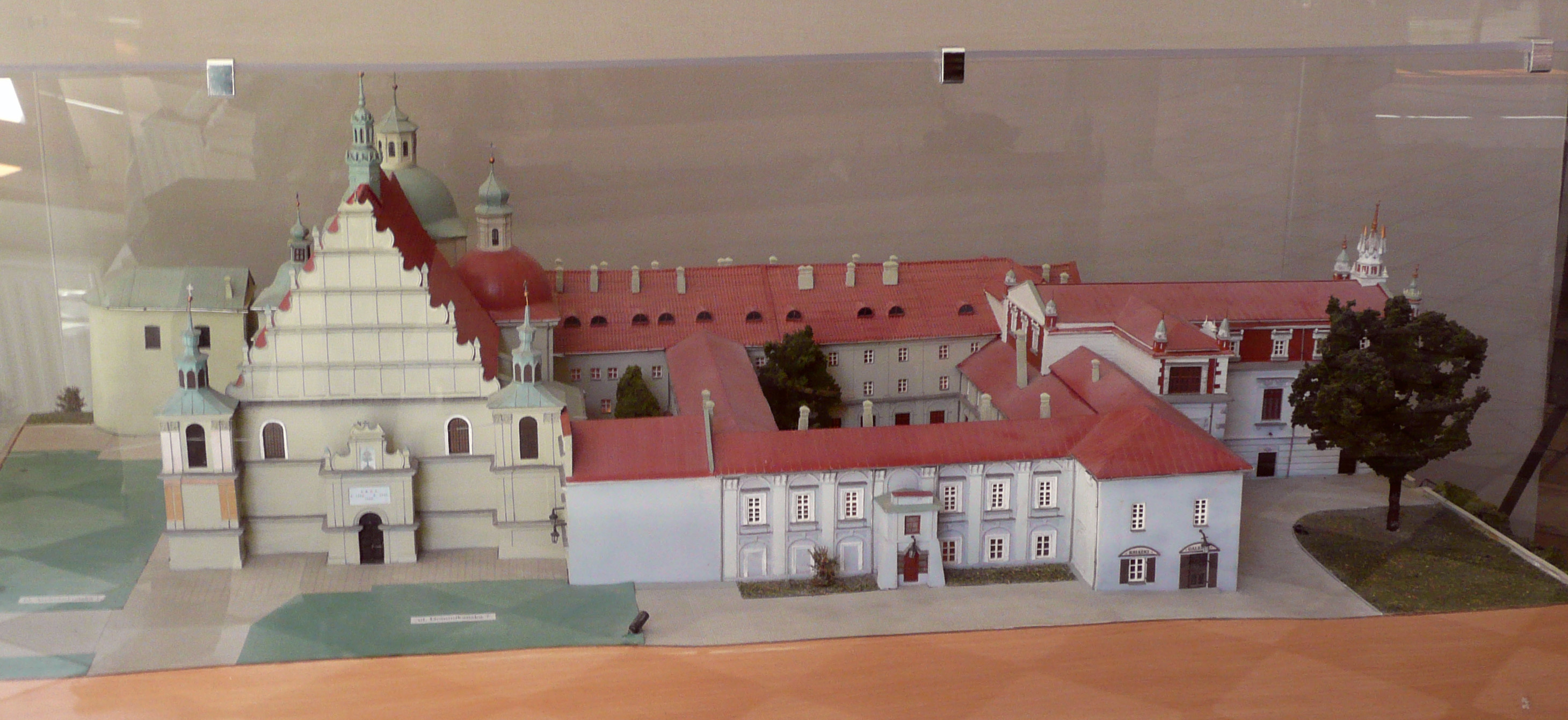
Maquette de l'ensemble.
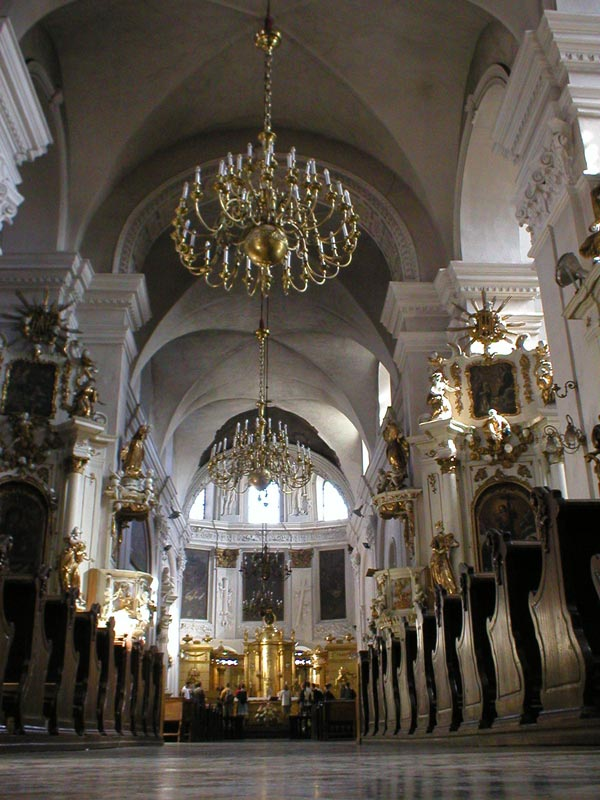
La nef de l'église.
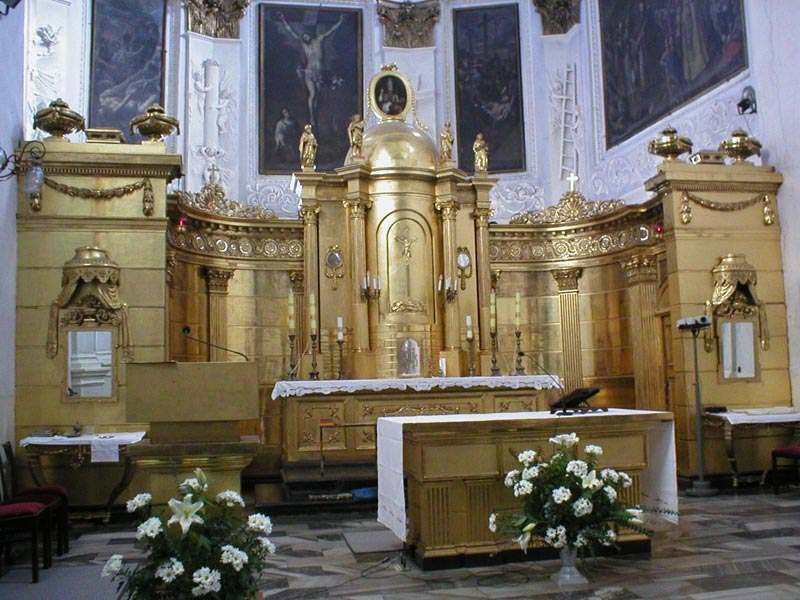
Le maître-autel.
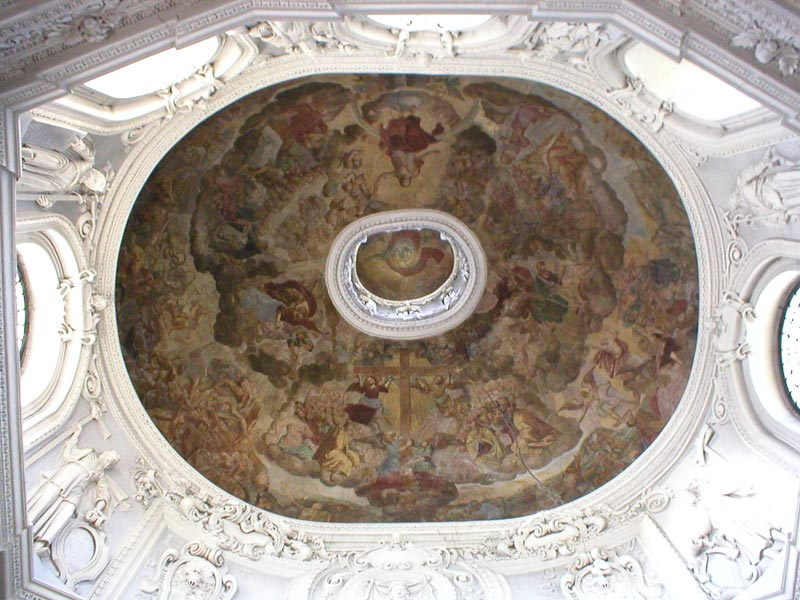
Peinture du plafond.
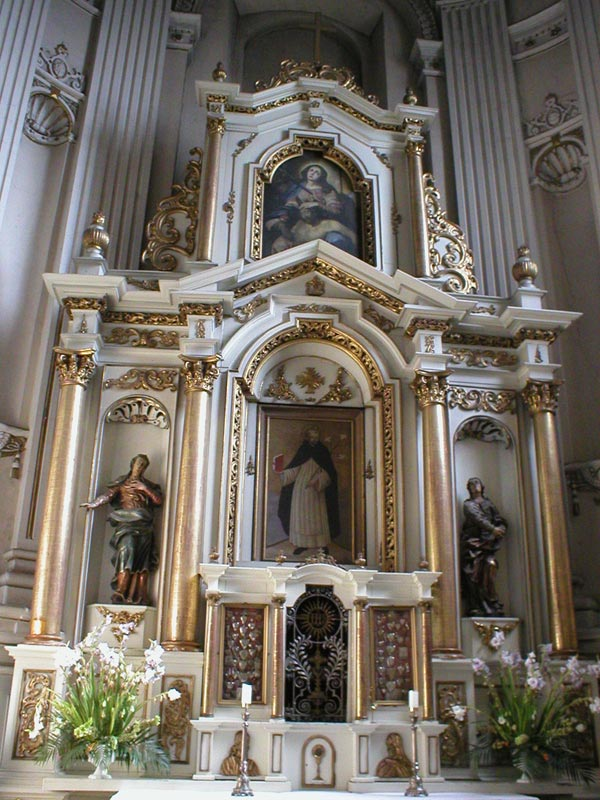
La chapelle Firlej.
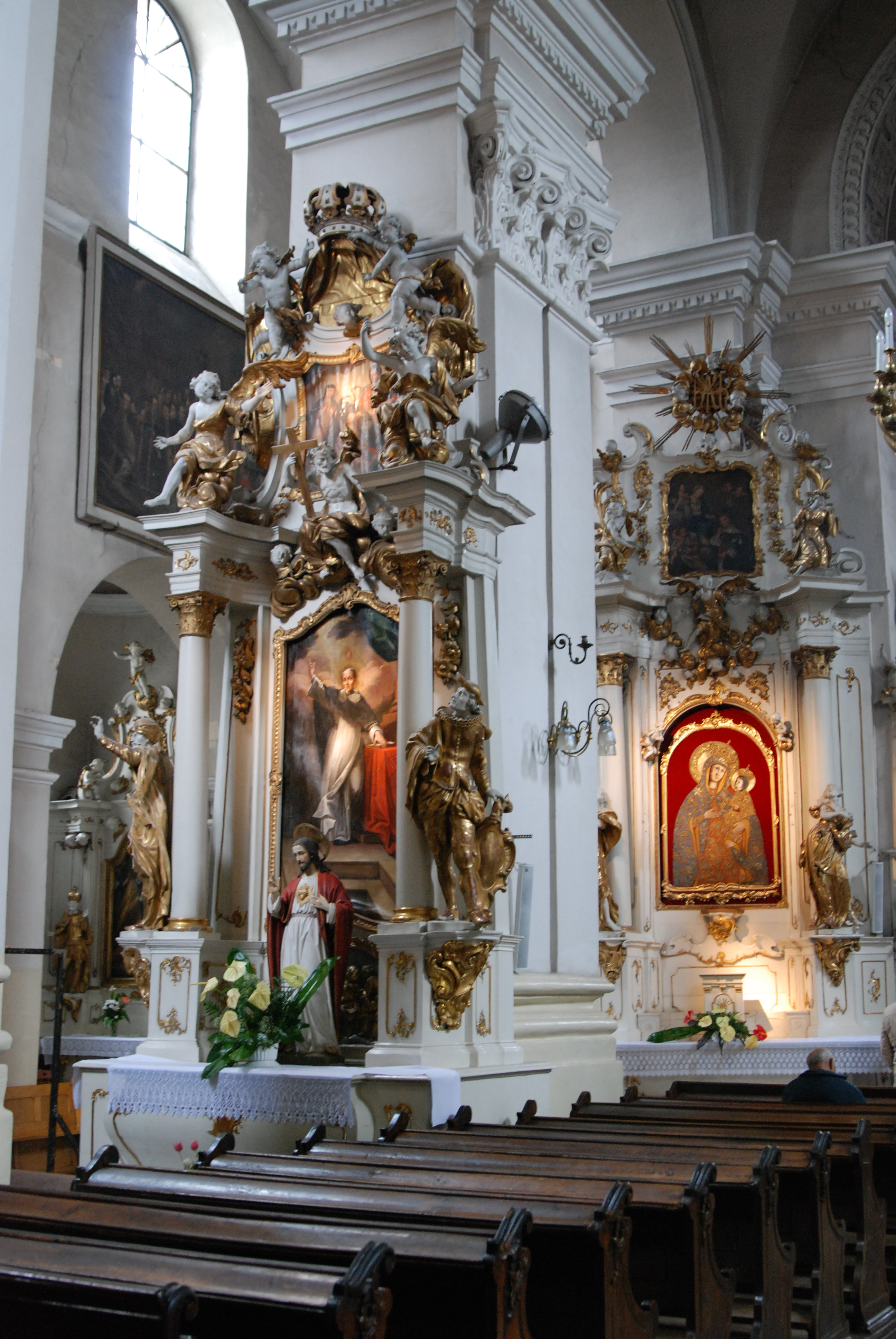
Autels de saint Vincent Ferrier et de Notre-Dame du Rosaire.